# Кристина фон Холщайн-Готорп
Кристина фон Шлезвиг-Холщайн-Готорп (на немски: Christine von Schleswig-Holstein-Gottorp; на шведски: Kristina av Holstein-Gottorp; * 12 април или 13 април 1573, Кил; † 8 декември 1625, дворец Грипсхолм) от фамилията Олденбург, е принцеса от Шлезвиг-Холщайн-Готорп и чрез женитба кралица на Швеция (1604 – 1611).

## Произход
Тя е втората дъщеря на херцог Адолф I фон Шлезвиг-Холщайн-Готорп (1526 – 1586), епископ на Шлезвиг, и съпругата му Кристина фон Хесен (1543 – 1604), дъщеря на ландграф Филип I фон Хесен.

## Кралица на Швеция
Кристина се омъжва на 27 август 1592 г. в дворец Нюшьопинг за крал Карл IX от Швеция (1550 – 1611). Тя е втората му съпруга.
Той наследява титлата „крал на Швеция“ през 1604 и умира на 30 октомври 1611 г. на 61 години. Тя умира на 8 декември 1625 г. на 52 години и е погребана до нейния съпруг в катедралата на Стренгнес в Сьодерманланд.

## Деца
- Кристина Васа (1593 – 1594)
- Густав II Адолф (1594 – 1632), крал на Швеция, женен 1620 г. за маркграфиня Мария Елеонора фон Бранденбург (1599 – 1655)
- Мария Елизабет Васа (1596 – 1618), омъжена 1612 г. за принц Йохан Васа от Швеция, херцог на Йостерйотланд (1589 – 1618)
- Карл Филип Васа (1601 – 1622), херцог на Сьодерманланд, женен на 5 май 1620 г. за Елизабет Рибинг (1597 – 1662)